# Pôle universitaire Léonard-de-Vinci
A Pôle universitaire Léonard-de-Vinci egy francia magánegyetem, amelynek épületei a La Défense negyedben találhatóak.
Az egyetemi központot 1995-ben hozta létre a Hauts-de-Seine-i közgyűlés, Charles Pasqua vezetésével, így a köznyelvben gyakran nevezik Pasqua Egyetemnek (Fac Pasqua). A klaszter privát francia felsőoktatási intézményként jött létre, de eredetileg közpénzekből támogatták. Jelenleg a Leonardo da Vinci Egyesület (ALDV) kezeli, és már nem kap támogatást a Hauts-de-Seine-től. 2012 óta Pascal Brouaye áll az élén. 2018. január 10-től EESPIG tanúsítvánnyal rendelkezik.

## Külső hivatkozások
- Pôle universitaire Léonard-de-Vinci